# Elle-L'ultima Cenerentola
Elle-L'ultima Cenerentola (Elle: A Modern Cinderella Tale) è un film del 2010 diretto da John e Sean Dunson.

## Trama
Elle (Ashleey Hewitt) vuole essere una cantante, ma i suoi sogni vengono disattesi a causa della morte improvvisa dei suoi genitori. Vive con lo zio adottivo Allan (T. Calabro) il quale gestisce una piccola casa discografica indipendente e ciò le permette di continuare a coltivare la sua passione per la musica. Avrà l'opportunità di conoscere colui che da sempre è stato il suo idolo Ty Parker (Sterling Knight) per il quale fingerà di essere una cantante famosa e dovrà anche fare i conti con tre antipatiche  cantanti: le Sensation.